# Műegyetemi Sportrepülő Egyesület

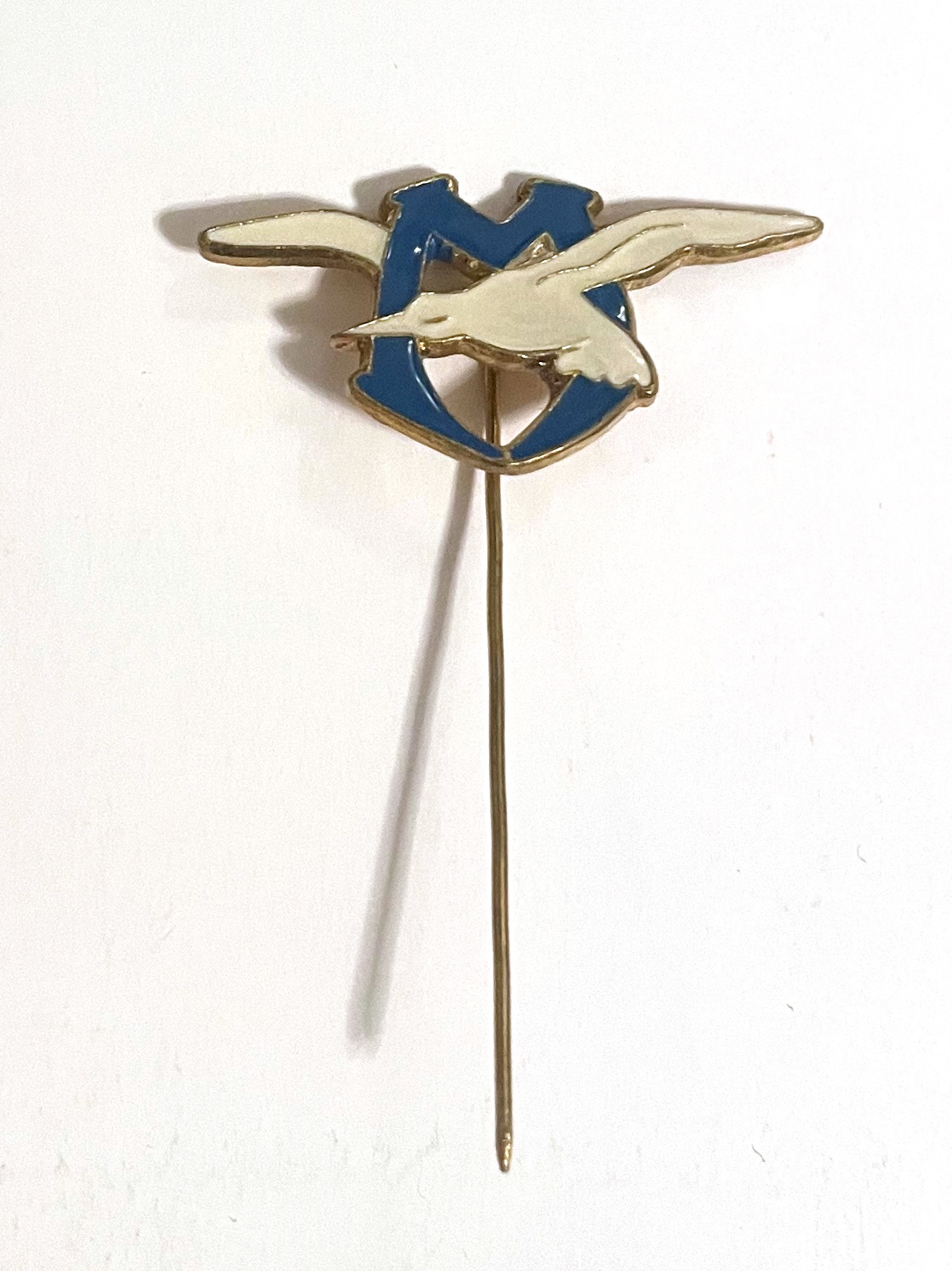
Az Első Magyar Tűzzománc Jelvénygyár által gyártott Műegyetemi Sportrepülő Egyesület-jelvény.

A Műegyetemi Sportrepülő Egyesület (MSrE) az elsőként alakult repülő egyesület volt Magyarországon. A repülővilágból kapott beceneve: Emese.

## Története
Az első világháború lezárásaként 1920. június 4-én megkötött trianoni békeszerződés megtiltotta a katonai repülést és a repülőgépek gyártását Magyarországon. Ebben a helyzetben a polgári repülés, ezen belül a vitorlázó repülés adhatott új célt a repülés szerelmeseinek.
A Műegyetemen Pál Andor tábori pilóta vezetésével háromhónapos elméleti pilótatanfolyamot indítottak. Az ötven résztvevő közül a tíz legjobban vizsgázónak repülőkiképzést ígértek. Már a tanfolyamon felmerült egy tervezéssel, építéssel, kiképzéssel foglalkozó repülőegyesület gondolata.
1921. november 10-én megalakult a Műegyetemi Sportrepülő Egyesület. Alapítói között volt Bánhidy Antal, Barkász Emil, Conrád Ernő, Hütl Hümér, Kincses László, Lampich Árpád, Mater József, Pálffy Elemér és Rotter Lajos. Célul tűzték ki a motoros és a motornélküli repülés fellendítését, új gépek építését, pilóta- és konstruktőrgárda kinevelését. 1922-től engedélyezték számukra a motoros sportrepülést.
1944-re a második világháború, a romló hadi helyzet miatt megállította ezt a nagyívű folyamatot.
A háború után, 1947-ben 40 más repülőegyesület mellett az MSrE is újraalakult. 1948. február 14-én azonban létrejött az Országos Magyar Repülő Egyesület (OMRE), a többi egyesületet pedig „államosították”, önállóságuk megszűnt. A kor politikai szellemének megfelelően 1951-ben a Műegyetemi Repülőklubot is feloszlatták – mondván, „értelmiségi klub”.
A szervezet később MMRK-ként, azaz Műegyetemi és Mezőgazdasági Repülő Klubként működhetett a Hármashatár-hegyen. 1989-ben lesz MSE, amikortól ismét vissza vehette a régi, patinás Műegyetemi Sportrepülő Egyesület nevet. Ennek keretein belül ma már a hagyományos vitorlázó és motoros szakosztályon kívül sárkányrepülő, valamint hőlégballon szakosztály működik és van ultrakönnyű szakcsoport is. Az újabb légisportágak újabb ígéretet jelentenek.
Új alapokról indult az egyesület műhelye. Műanyag és fémgépeket kezdtek javítani és újjávarázsolni, és csak az anyagiakon múlik, hogy új gépet építsenek, folytassák, ami 50 éve abbamaradt.

### Elnökök
- Tasnádi László, az MSrE első elnöke, az első magyar aranykoszorús vitorlázógép pilóta
- Pattantyús-Ábrahám Géza 1942-től a II. világháború végéig volt az MSrE tanárelnöke

### Klubtitkárok
- Újvári György (1952, majd 1955–1956)
- Katona Sándor (1953–1954)
- Tury Kornél (1957–1961)
- Sajti János (1961–1965)
- Dobosi János (1966–1969)
- Duzs István (1970–1984)
- Kiss Ferenc (1984–1985)
- dr. Hegedűs Dezső (1986-tól)

### Repülőgépek

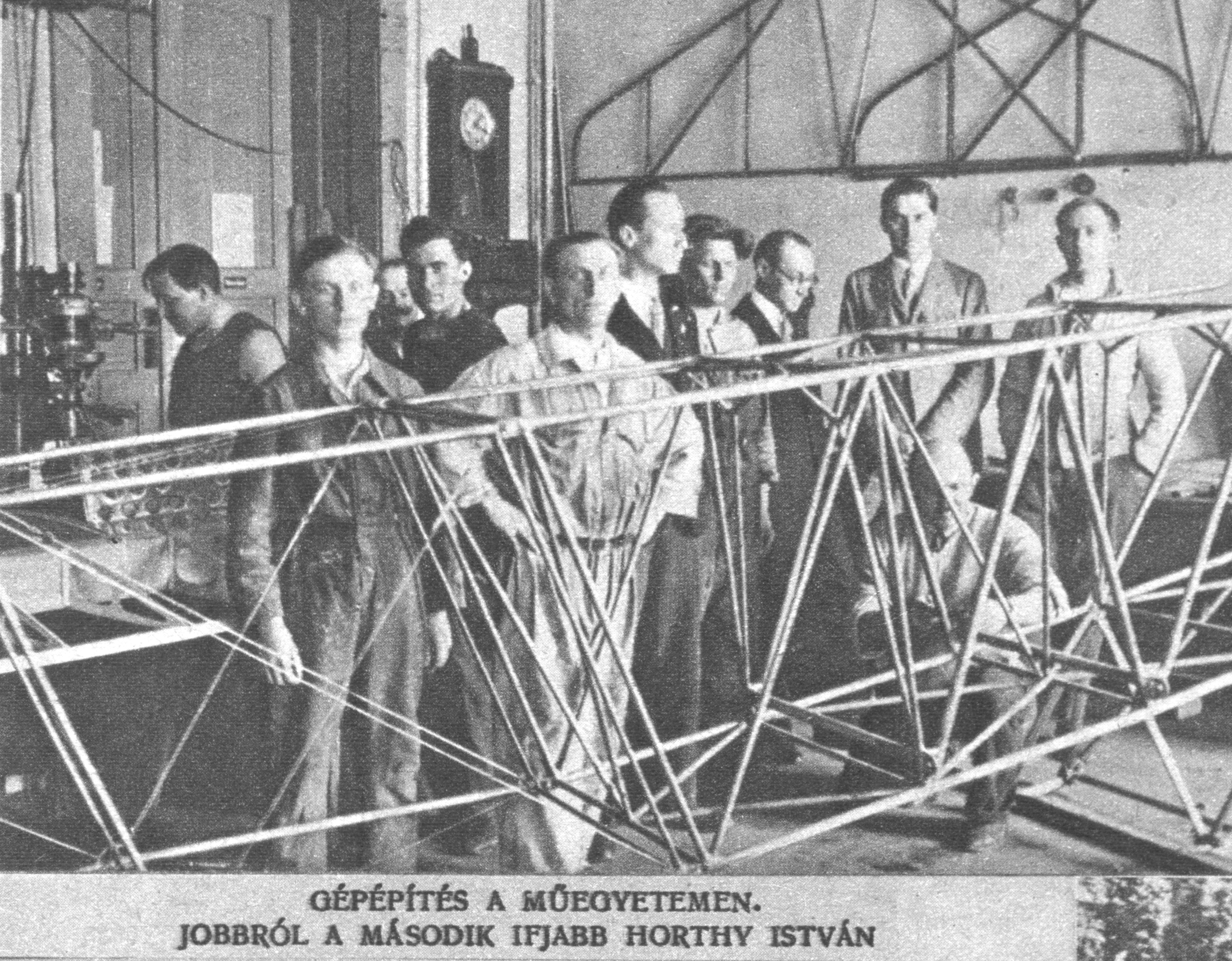
Repülőgép-építés

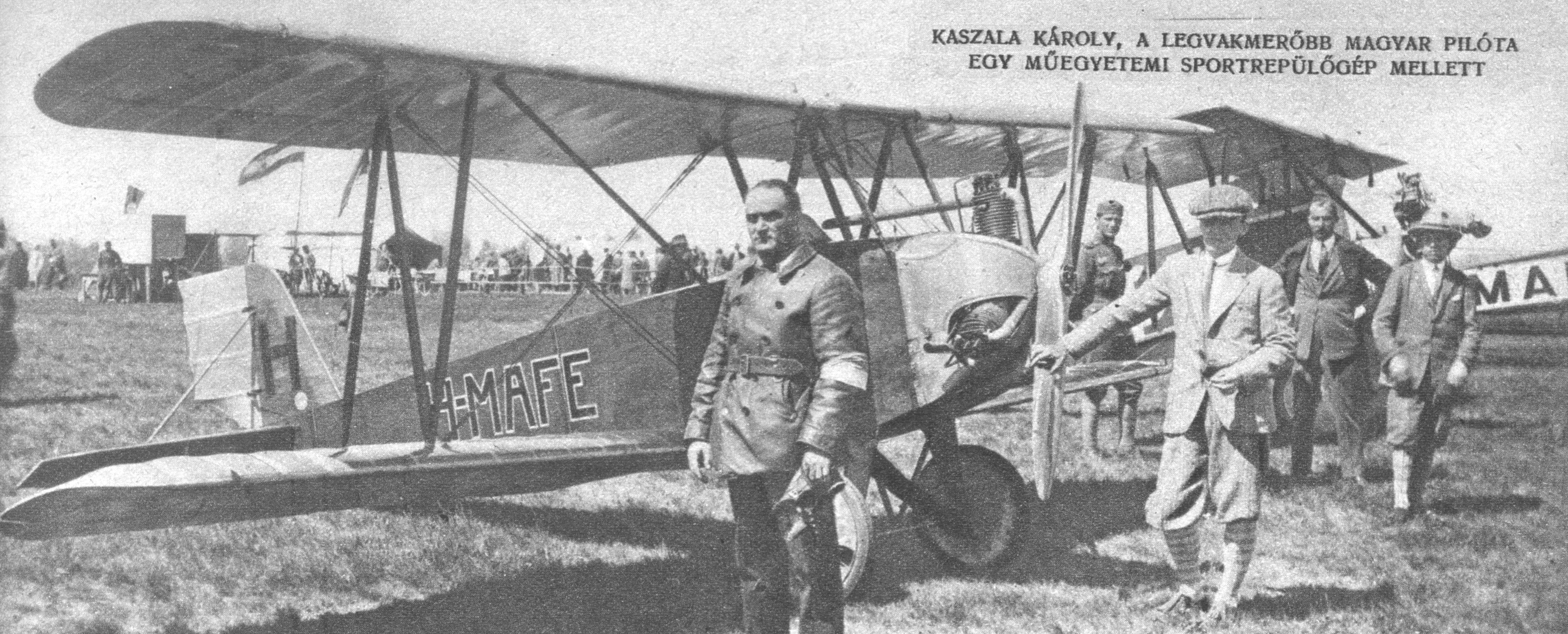
Kaszala Károly pilóta egy műegyetemi repülőgép mellett

A műegyetem műhelyében megépült az első motoros kisrepülőgép, a Lampich tervezte L–1 Mama kedvence. 12 lóerős motorját Thorotzkai Péter készítette. A sikeres repülések láttán a Műegyetem vezetői az egyetem alagsorában egy 225 négyzetméteres műhelyt biztosítottak a szerkesztés lehetőségével, lakatos-, bádogos-, asztalos- és kárpitosműhellyel, raktárhelyiségekkel. 14-16 fiatal mérnök és egyetemi hallgató tervezte és építette a gépeket néhány szakmunkás közreműködésével. A tervezőiroda vezetője Rubik Ernő volt, őt Jancsó Endre követte.
1925. szeptember 4-én elkészült a Lampich–Thorotzkai-féle L–2 Róma ultrakönnyű repülőgép, 18 LE-s, háromhengeres deltamotorral. Műszerei nem voltak, minden eredmény kizárólag a pilóta felkészültségén múlott. A géppel három világrekordot repültek. Távolsági világrekordjának végcélja után kapta a Róma nevet. Bánhidi Antal (több leszállással) 5000 kilométert repült vele Észak-Európában, ezt a teljesítményt senki sem szárnyalta túl ilyen kategóriájú kisgéppel.
Sorra épültek az új típusok, az L–4 Bohóc – műrepülésre is alkalmas kétfedelű, faépítésű repülőgép –, az L–9, Bánhidi és Lampich BL–5-je és BL–6-ja – iskola- és gyakorló repülőgépek. Bánhidi 1930-ban tervezte és építette a Gerlét, mellyel a harmincas években körülrepülte a Földközi-tengert. 1937-ben két Gerle eljutott Dél-Amerikába is, ahol az egyikkel repülő Bánhidi elsőként rajzolt a levegőben térképet az addig ismeretlen tájakról.
Az elkészült motorosgépek: az M–19 kétüléses, gyors túragép; az M–21 együléses műrepülőgép; az M–22 többfeladatú műrepülő vitorlázógép; az M–24 kétüléses, behúzható futóműves túragép; az M–25; az M–28 Daru; az M–30 Fergeteg kétüléses vitorlázó repülőgép; és az EM–29 egymás melletti üléses iskolagép. A leghíresebb az M–22 lett. 1940-ben Egyiptom rendelt egy M–24 túragépet (a szállító pilóták, Tasnádi László és Vadas László a háború tüzébe került a Földközi-tenger átrepülésével, de a gépeket bravúrosan leszállították) és egy M–22 vitorlázógépet, a Turult. Beniczky Lajos Fergeteg vitorlázógépe, Jancsó és Szegedy M–21-es és Rubik Ernő Pinty motorosgépe a tervezését, műszaki megoldásait és repülőtulajdonságait tekintve egyaránt a kor világszínvonalát képviselte.

### Tervezők
Az MSrE közösségében tevékenykedők közül kerültek ki Magyarország repülőgép konstruktőrei közül például id. Rubik Ernő, Samu Béla, Jancsó Endre, Szokolay András, Szegedy József.

### Pilótaképzés

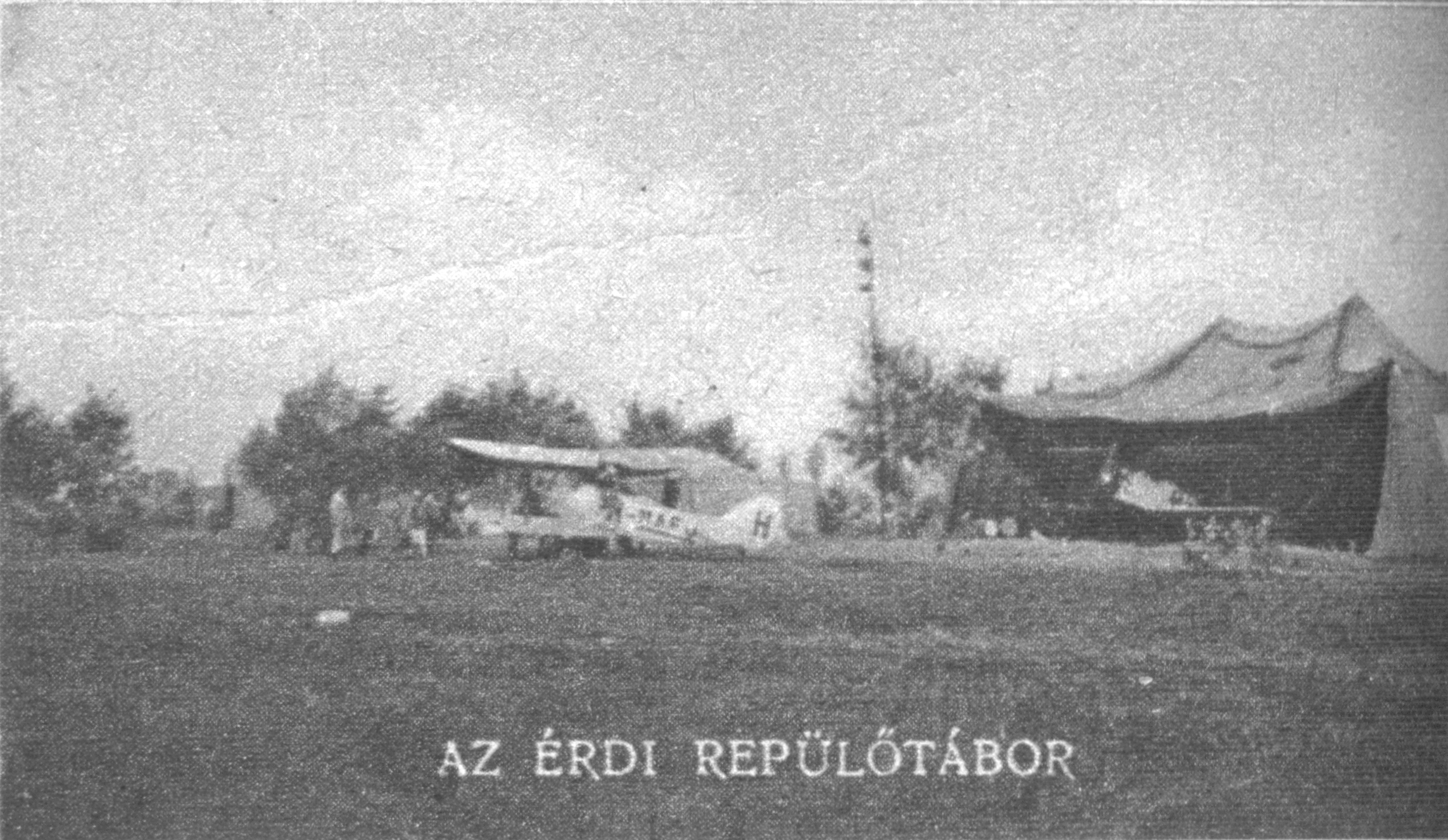
Az érdi repülőtábor

1929-ben megalakult a MSrE első kiképző-repülő tábora, egy érdi legelőn. Endresz György (a későbbi magyar óceánrepülő), Dobos István, az egykori rákosmezei aviatikus és Kaszala Károly volt tábori pilóta, világrekorder voltak az első oktatók. A képzés a Bánhidi–Lampich-féle BL gépekkel történt. Az első vizsgázók a magyar repülés kiválóságai lettek: (például) Kaltenbach Henrik, Király Andor, Marton Pál, Neuschwedtler Dezső, Samu Béla, Rubik Ernő, Skabszky Árpád, Szegedy József.
Az MSrE pilótái kezdeményezték a vidéki városokban megtartott repülőnapokat. Bollmann Béla, Tasnádi László, Pettendy János műrepülésekkel népszerűsítették a repülést. Szerepelt még például Auguszt Lajos, Eörsi Nagy Lajos, Nagy Hugó, Lenkei Antal, dr. Szomolányi Károly.
A második világháború után új nemzedék tanulta meg a repülést. Közöttük volt például Szereday Pál, Fekecs Gábor, Avarosy Éva, vagy az 1991. évi világbajnoki magyar csapat kapitánya, Katinszky Elemér.
Az egyesület az utóbbi években európai klasszisokat nevelt ki. Negró Kornél 1991-ben, 19 évesen az ifjúsági Európa-bajnokságon az előkelő 7. helyezést érte el. Verebély Zoltán 21 évesen nyerte meg az 1991. évi vitorlázó standardosztályú nemzeti bajnokságot.

### Repülőtér
Az egyesület vitorlázó repülőtere a hármashatárhegyi repülőtér.

## Galéria

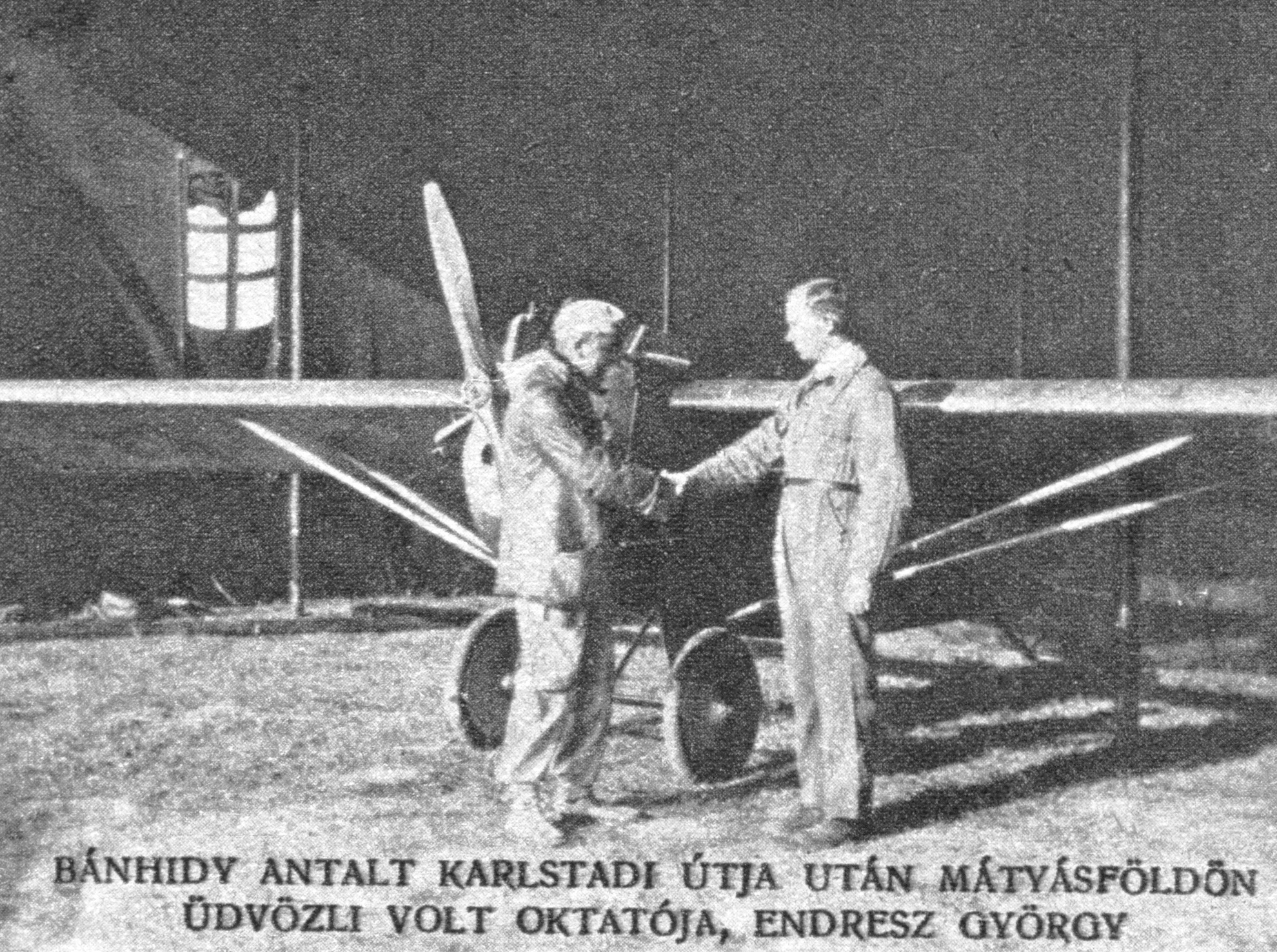
Bánhidy Antal karlstadti útja után a mátyásföldi repülőtéren
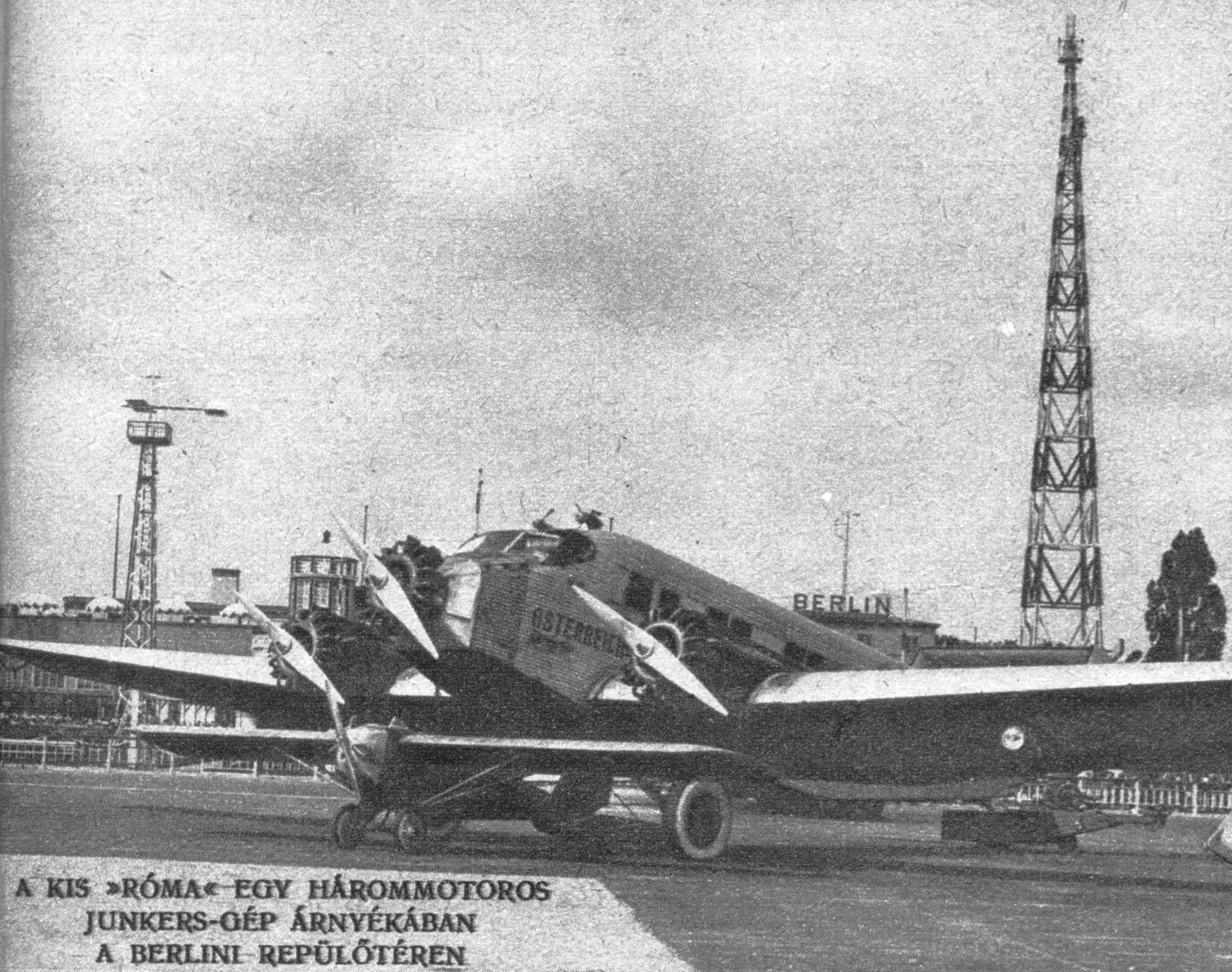
Bánhidy Antal Róma nevű repülőgépe a berlini repülőtéren
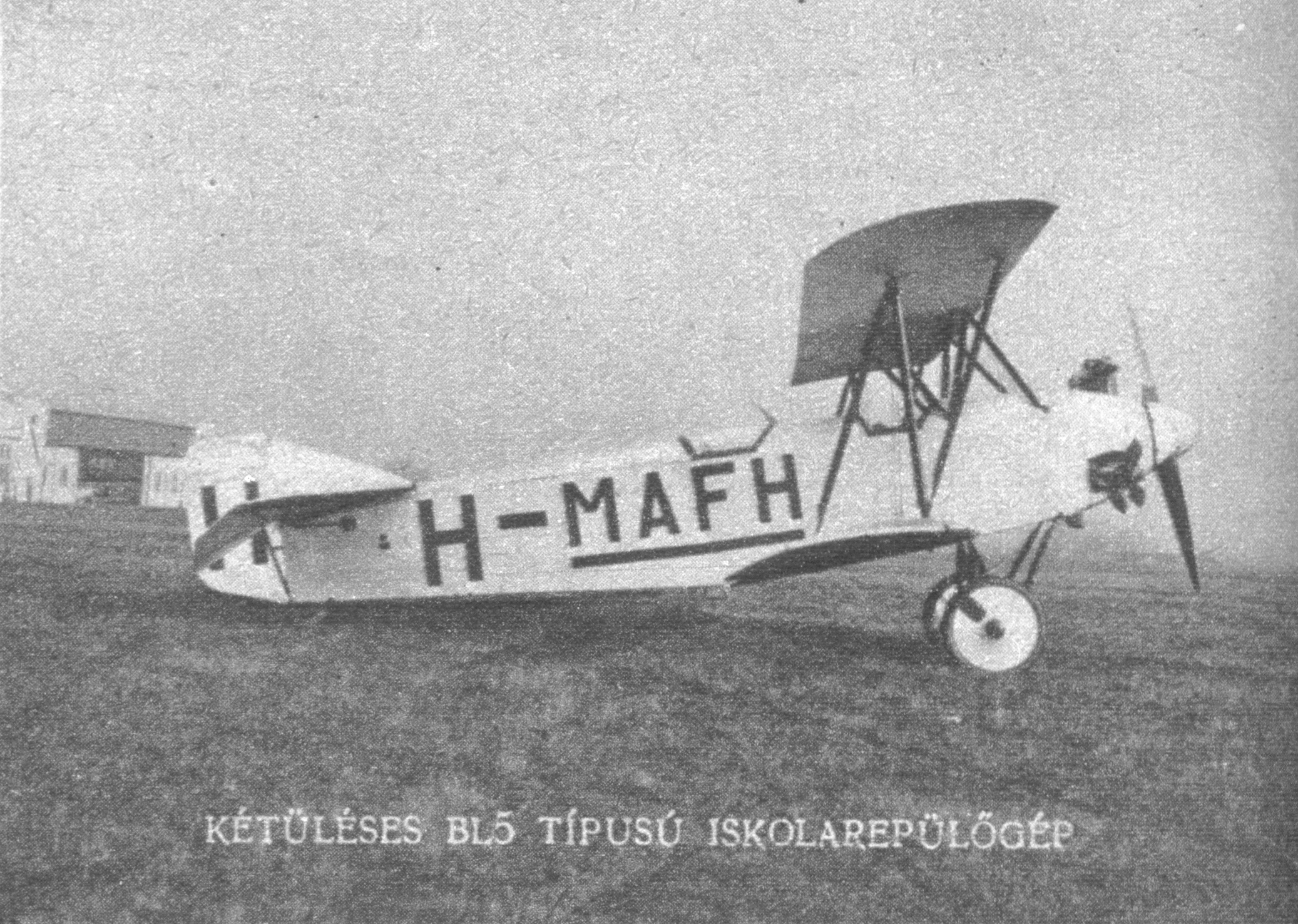
Bánhidy Antal Lampich Árpáddal tervezett BL–5-ös kétüléses iskolagépe
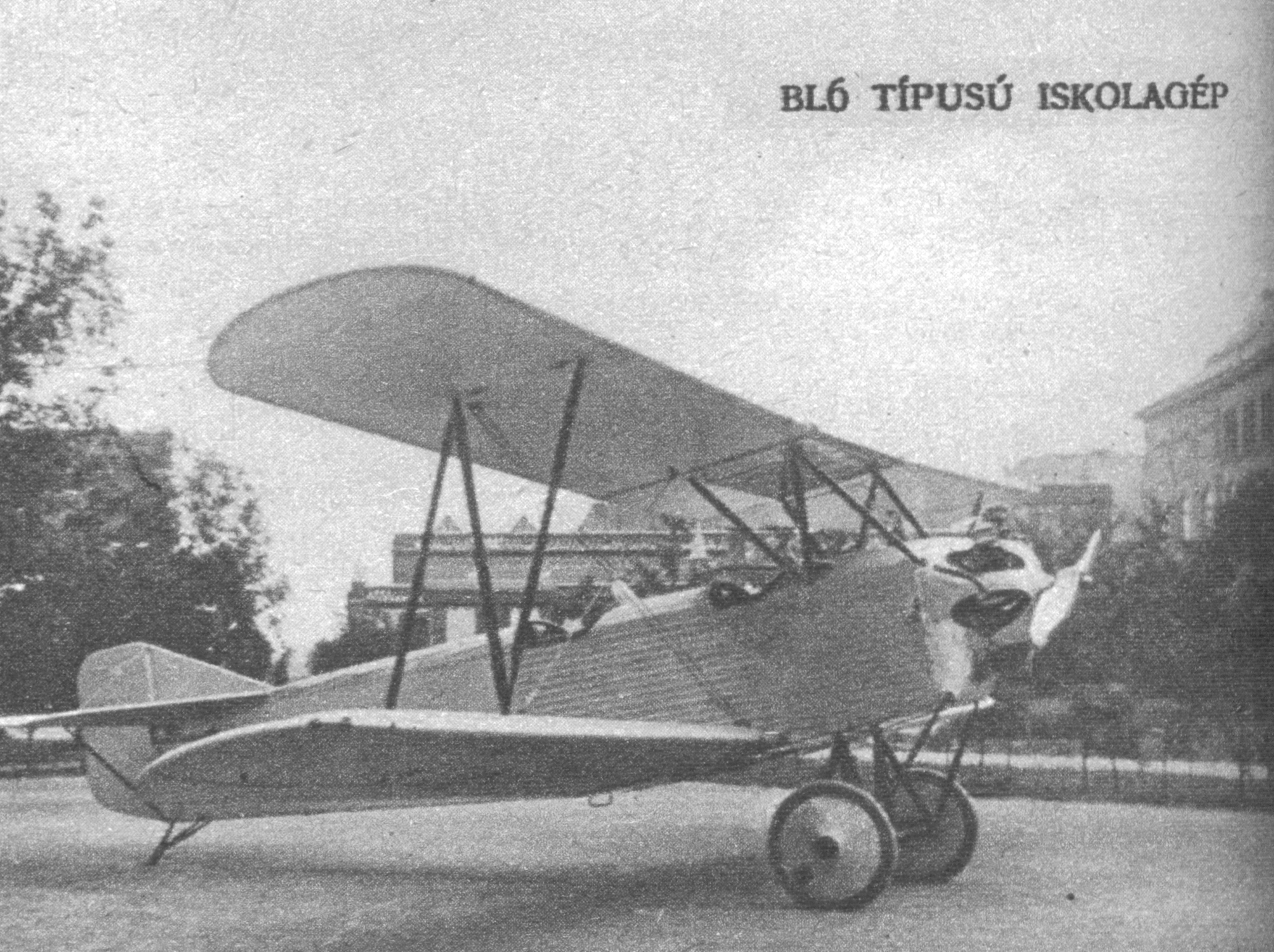
Bánhidy Antal Lampich Árpáddal közösen tervezett BL–6-osa
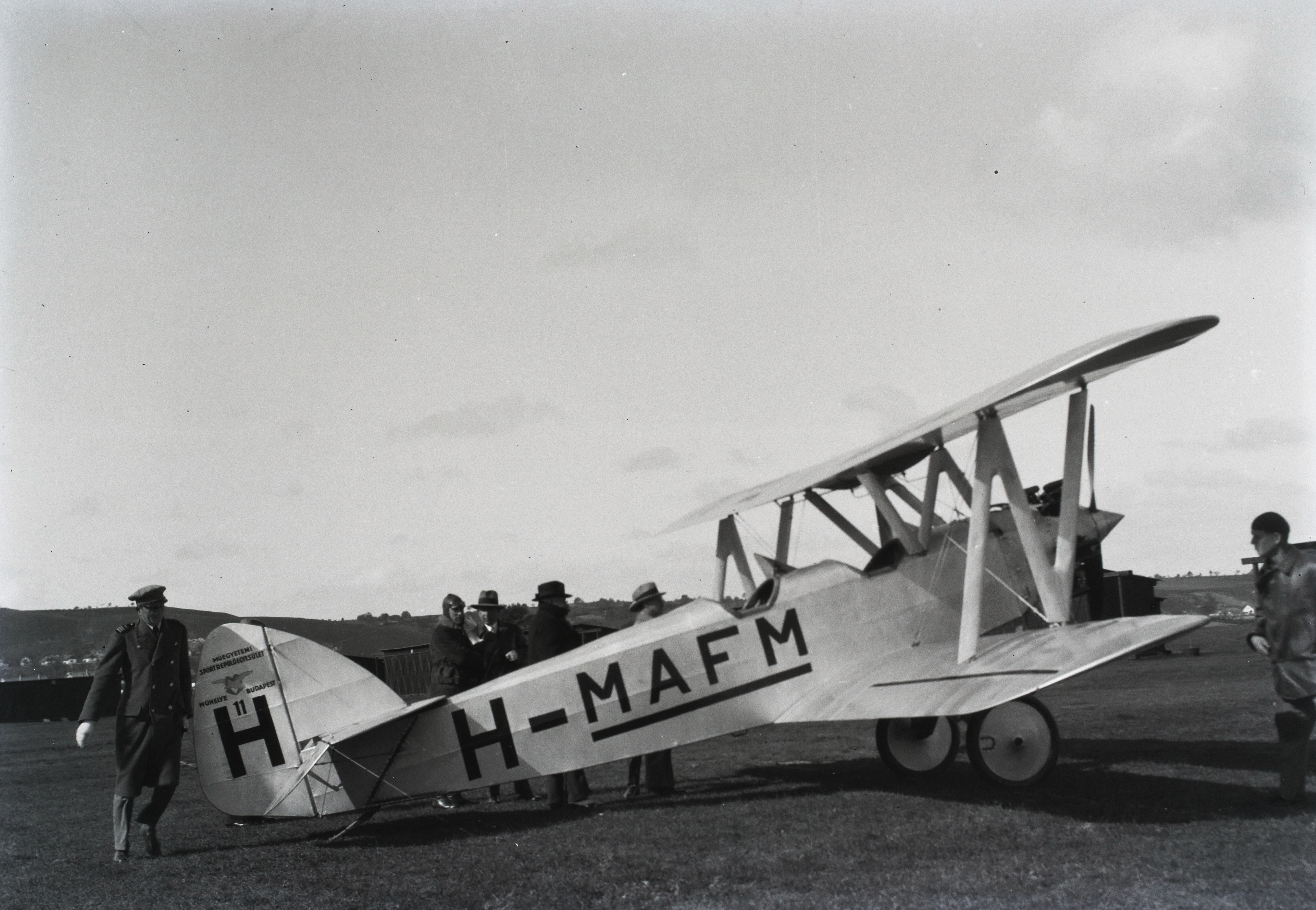
A Bánhidy Antal tervezte Gerle–11 (H-MAFM)
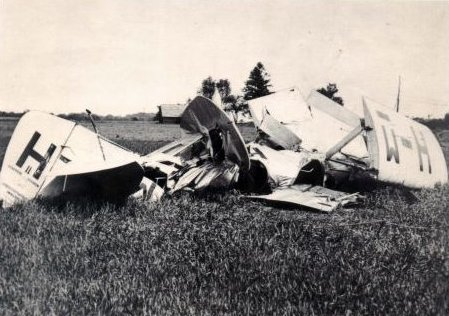
Bánhidy Gerle–11-ese lezuhant Malmslöttben, egy bemutatón
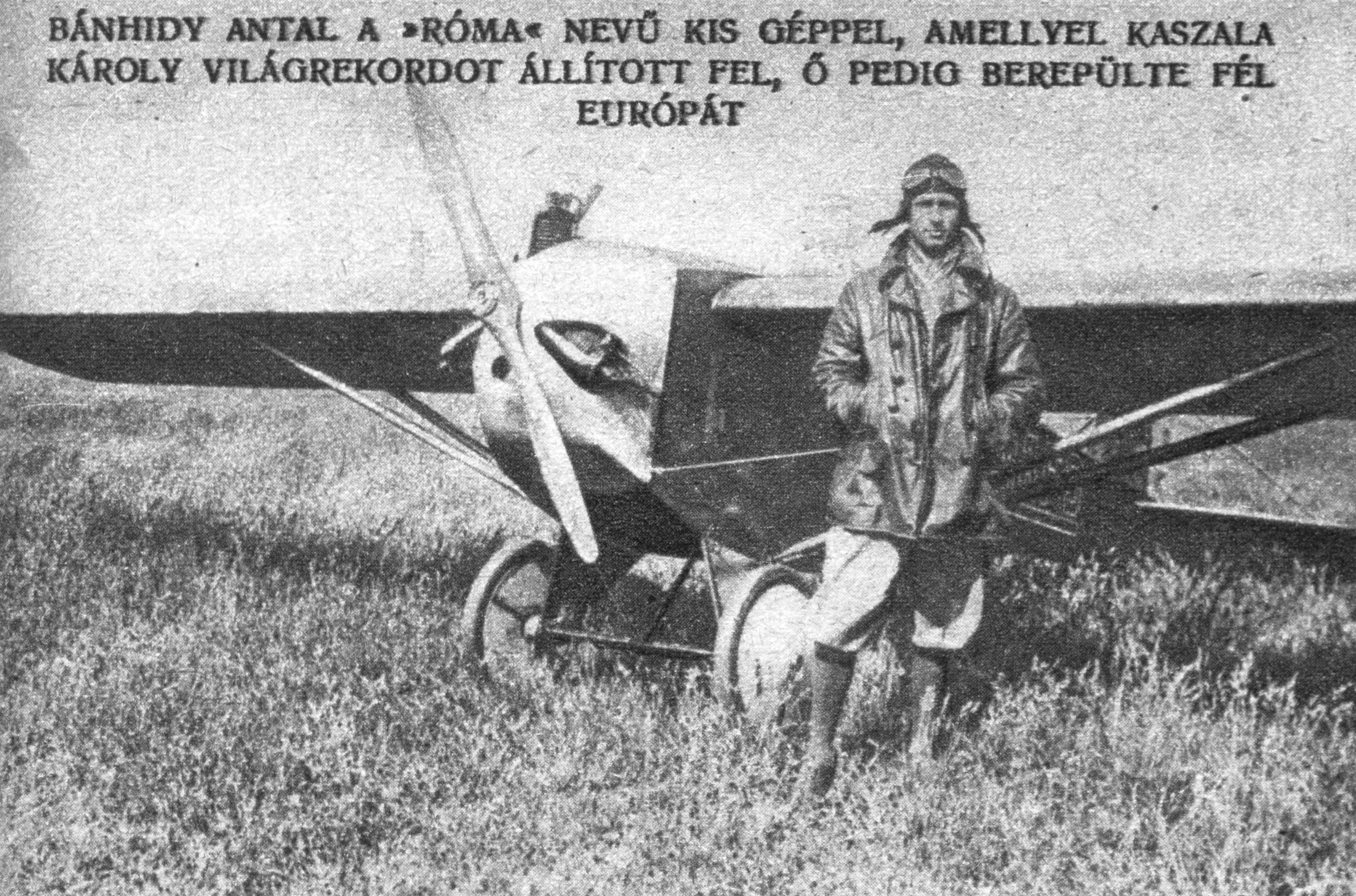
Az L–2 „Róma” nevű gép Bánhidy Antallal, mellyel Kaszala Károly világrekordot állított fel